# Lassance
Lassance is een gemeente in de Braziliaanse deelstaat Minas Gerais. De gemeente telt 6.651 inwoners (schatting 2009).

## Aangrenzende gemeenten
De gemeente grenst aan Augusto de Lima, Buenópolis, Buritizeiro, Corinto, Francisco Dumont, Joaquim Felício, Três Marias en Várzea da Palma.

## Verkeer en vervoer
De plaats ligt aan de weg BR-496.